# Barranc de Cantillons
El Barranc de Cantillons, és un dels barrancs del territori de Castissent, dins de l'antic terme de Fígols de Tremp, actualment inclòs en el terme municipal de Tremp, al Pallars Jussà.
Es forma a 929 m. alt., al vessant del sud-est del Tossal Gros, a uns 125 metres de la masia del Caçador, actualment abandonada i en ruïnes, al lloc conegut com lo Ginebrell. En la seva primera part baixa de dret cap al sud i sud-oest, fins a trobar el barranc Gros, però és un traçat molt sinuós i trencat, a causa de la natura del territori que travessa.
Passa ran i a ponent de les restes de la masia de l'Aiguader i de lo Turonet, emmarcat a llevant per la Serra del Batlle i al cap de poc rep l'afluència del barranc del Rei. Passa al cap d'una mica a prop i a llevant de les restes de la casa de Salze, amb la capella de Sant Pere de Salze, discorre per llevant de la Serra de Castissent, on va a trobar el barranc Gros, on acaba el seu recorregut, a 579 m. alt.